# 상남중학교
상남중학교(上南中學校)는 대한민국 강원특별자치도 인제군 상남면 상남리에 있는 공립 중학교이다.

## 학교 연혁
- 1979년 1월 31일 : 상남 중학교 6학급 인가
- 1979년 5월 23일 : 개교
- 1992년 12월 2일 : 신축교사 준공
- 2022년 3월 1일 : 제26대 연평흠 교장 부임
- 2025년 1월 7일 : 제44회 졸업식(1명, 총 1,484명)
- 2025년 3월 4일 : 2025학년도 입학식(4명)

## 참고 자료
- 상남중학교 - 한국교육학술정보원 학교알리미